# George Fox
George Fox (Leicester), julho de 1624 – (Londres), 13 de janeiro de 1691) foi um dissidente inglês e o fundador da Society of Friends, conhecida geralmente como os Quakers. Vivendo num tempo de grande conturbação social, ele rebelou-se contra os poderes políticos e religiosos estabelecidos, propondo uma nova forma de fé cristã, sem compromissos e pouco comum.

## Vida
Filho de um tecelão de Leicestershire, viveu em tempos de convulsão social e guerra. Ele se rebelou contra as autoridades religiosas e políticas, propondo uma abordagem incomum e intransigente da fé cristã. Ele viajou por toda a Grã-Bretanha como um pregador dissidente, realizou centenas de curas e muitas vezes foi perseguido pelas autoridades que o desaprovavam. Em 1669, casou-se com Margaret Fell, viúva de um rico apoiador, Thomas Fell; ela era uma amiga líder. Seu ministério se expandiu e ele fez turnês pela América do Norte e Holanda. Ele foi preso e preso várias vezes por suas crenças. Ele passou sua última década trabalhando em Londres para organizar o movimento Quaker em expansão. Apesar do desdém de alguns anglicanos e puritanos, ele era visto com respeito pelo convertido Quaker William Penn e pelo Lorde Protetor, Oliver Cromwell.